# Anitys
Anitys är ett släkte av skalbaggar som beskrevs av Thomson 1863. Anitys ingår i familjen trägnagare.
Släktet innehåller bara arten Anitys rubens.